# Tavier
Tavier (Waals: Taviere) is een plaats en deelgemeente van de Belgische gemeente Anthisnes. Tavier ligt in de provincie Luik en was tot 1 januari 1977 een zelfstandige gemeente.

## Geschiedenis
Tot de opheffing van het hertogdom Limburg hoorde Tavier tot de Limburgse hoogbank Sprimont. Net als de rest van het hertogdom werd Tavier bij de annexatie van de Zuidelijke Nederlanden door de Franse Republiek in 1795 opgenomen in het toen gevormde departement Ourthe.

## Demografische ontwikkeling
- Bronnen:NIS, Opm:1831 tot en met 1970=volkstellingen, 1976= inwonersaantal op 31 december

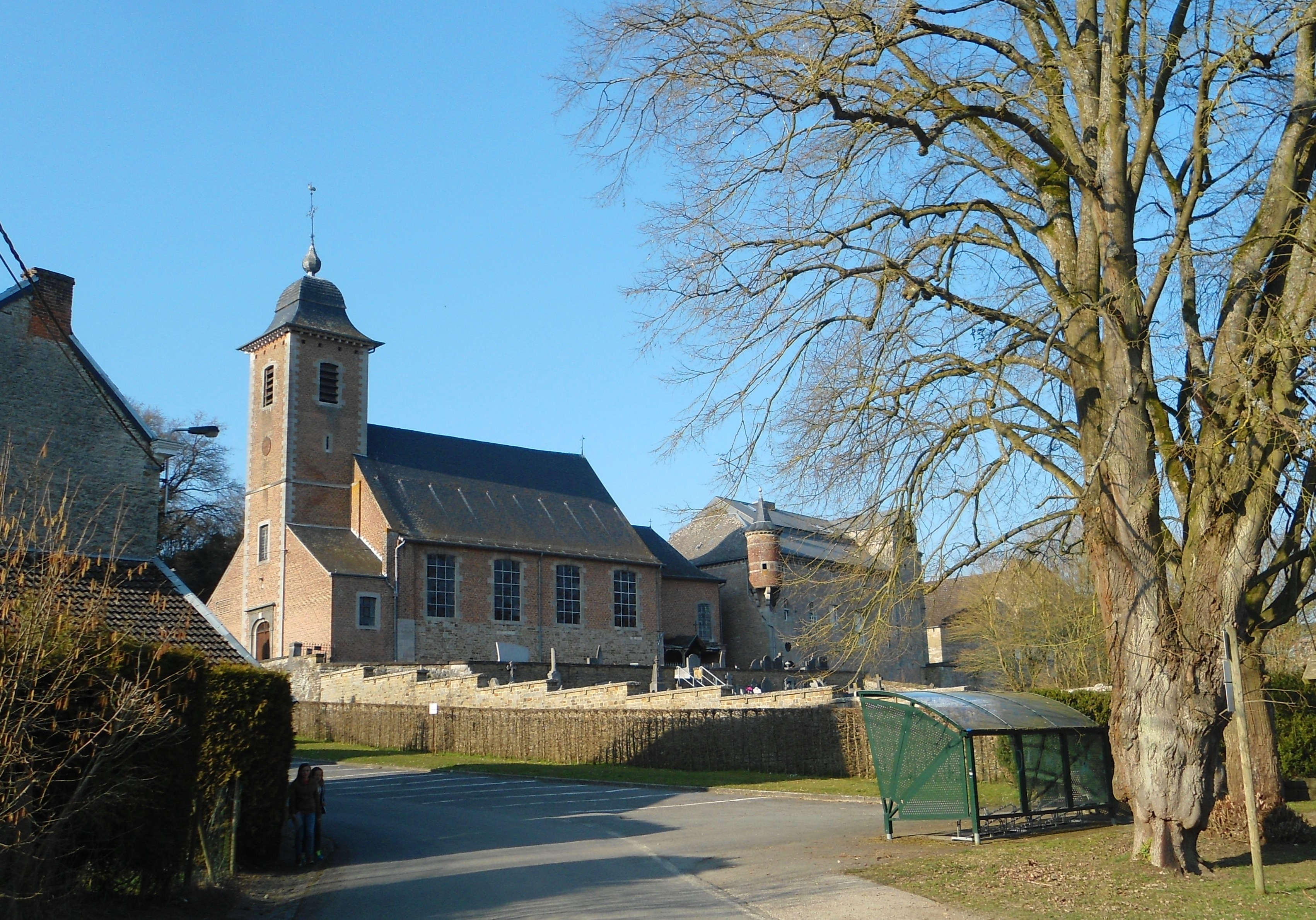
De kerk van Tavier
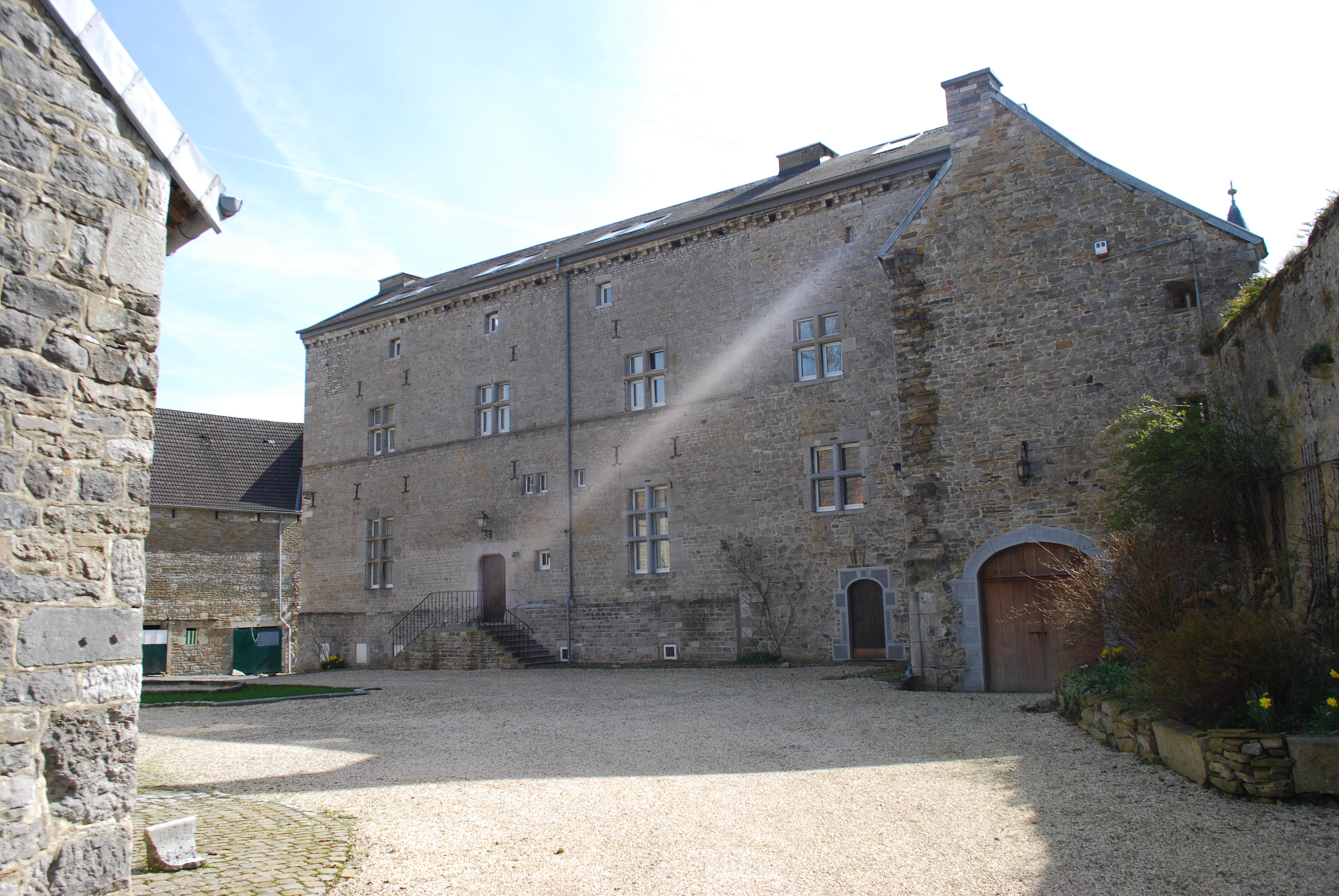
Kasteelhoeve van Tavier (1651)
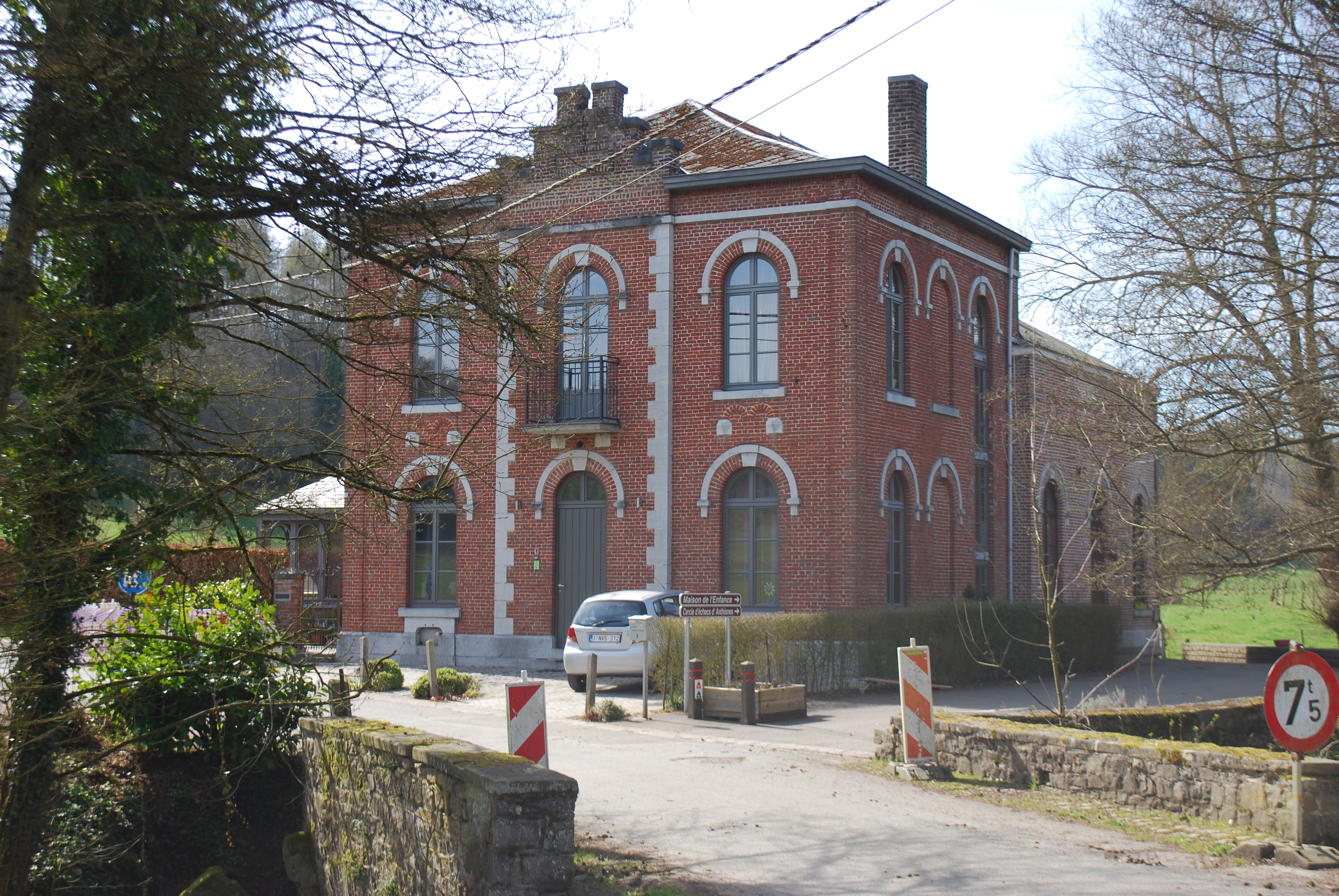
Voormalige gemeenteschool